# Pärnu Linnameeskond
Pärnu Linnameeskond é um clube estoniano de futebol, fundado em 1922, restabelecido em 1999 e restabelecido de novo em 2010, com sede em Pärnu.

## Elenco atual
Última atualização: 4 de março de 2009.
Nota: Bandeiras indicam equipe nacional, conforme definido pelas regras de elegibilidade da FIFA. Os jogadores podem ter mais de uma nacionalidade não-FIFA.
| N.º |         | Posição | Jogador            |
| --- | ------- | ------- | ------------------ |
| 1   | Estónia | G       | Priit Pikker       |
| 2   | Estónia | D       | Konstantin Voznjuk |
| 3   | Estónia | D       | Tambet Anso        |
| 4   | Estónia | M       | Andro Aavik        |
| 5   | Estónia | D       | Taavi Midenbritt   |
| 6   | Estónia | D       | Ronek Saal         |
| 7   | Estónia | A       | Rait Sõrmus        |
| 8   | Estónia | M       | Mihkel Tiit        |
| 9   | Estónia | A       | Ander Paabut       |
| 11  | Estónia | A       | Maido Pakk         |
| 13  | Estónia | M       | Kaarel Kaarlimäe   |
| 14  | Estónia | M       | Martin Partsioja   |
| 15  | Estónia | M       | Sergei Gurejev     |
| 16  | Estónia | M       | Greger Könninge    |
| 20  | Estónia | M       | Ivan Velikopolje   |

| N.º |         | Posição | Jogador            |
| --- | ------- | ------- | ------------------ |
| 21  | Estónia | D       | Rain Põldme        |
| 23  | Estónia | M       | Ranet Lepik        |
| 25  | Estónia | G       | Rauno Rahnik       |
| 35  | Estónia | M       | Tever Liiv         |
| ––  | Estónia | D       | Aleksei Galkin     |
| ––  | Estónia | G       | Veiko Põldemaa     |
| ––  | Estónia | D       | Maksim Belomestnõi |
| ––  | Estónia | D       | Maksim Matushevits |
| ––  | Estónia | D       | Gert Olesk         |
| ––  | Estónia | D       | Artjom Plaksin     |
| ––  | Estónia | D       | Taavi Tamm         |
| ––  | Estónia | M       | Gevin Kalm         |
| ––  | Estónia | A       | Rauno Alliku       |
| ––  | Estónia | A       | Matthias Tikerpe   |